# Albiorix sarahae
Espèce
Albiorix sarahae est une espèce de pseudoscorpions de la famille des Ideoroncidae.

## Distribution
Cette espèce est endémique de Californie aux États-Unis. Elle se rencontre dans les comtés de San Bernardino et d'Inyo.

## Description
Le mâle holotype mesure 2,22 mm et la femelle paratype 2,08 mm.

## Étymologie
Cette espèce est nommée en l'honneur de Sarah C. Crews.

## Publication originale
- Harvey & Muchmore, 2013 : The systematics of the pseudoscorpion family Ideoroncidae (Pseudoscorpiones: Neobisioidea) in the New World. Journal of Arachnology, vol. 41, no 3, p. 229-290 (texte intégral).